# 三苗
三苗，出自缙云氏，是中国漢族传说中黄帝至尧舜禹时代的一古國名，也被称为有苗、有苗氏、苗民，是炎黃集團的平民。
三苗主要分布于长江中下游一带，戰國時人認為上古三苗部落位於古洞庭湖与鄱阳湖之间。但也有观点认为上古三苗位于今河南省境内，钱穆在其书《国史大纲》中言至三苗：“……后被舜、禹征伐，驱至甘肃境内，魏策吴起之言曰：“昔三苗之居，左彭蠡之波，右洞庭之水，汶山在其南，衡山在其北。”后世误谓在湖湘之间。惟洞庭、彭蠡地位既左右互易，又古衡山不指湖南，且不当在三苗北。古河域亦有名彭蠡者（见吕氏春秋爱类、淮南人间训）。江北汉水流域亦有名洞庭者（楚辞所咏洞庭是也）。春秋河东有茅戎，又有陆浑蛮氏，亦称戎蛮子。杜注云：“在河南新城县。”苗与茅、蛮同声。古三苗疆域大率南北以此为度，正与虞、夏壤地杂处。舜、禹驱逼苗民，渐迁而西，所谓“竄三苗於三危，以变西戎”也。若三苗在湖湘间，不应驱至今甘肃境。旧说又谓：三苗，姜姓之别。尚书吕刑言及苗民制刑，吕国河南南阳，正古代四岳姜姓居地，本古昔苗土，顾引以为戒尔。（范氏后汉书西羌传：“西羌之本出自三苗姜姓之别，其国近南岳。”汉人多指南阳衡山为南岳也。）”。
三苗有十分悠久的历史。早在黄帝时，三苗部落就参加过九黎的部落联盟，有的文献说三苗是“九黎之后”，三苗可能在這時參加了堯的部落聯盟。有文獻說三苗的首領驩兜是「堯臣」，被稱為「諸侯」。尧时，因為三苗反对尧禅位于舜，於是三苗作乱，尧发兵征讨，作战于丹水（今丹江），打败三苗，尧遂将他们的一部分人众流放到西北的三危山，将其首领驩兜流放到崇山。舜成为部落联盟首领以后，三苗逐渐南移于江、汉一带，发展迅速，日益强大，对舜领导的部落联盟又有不服。舜于是整军振旅，没有经过战争而臣服了三苗。为防止再发生冲突，又把三苗迁徙到偏远的三危，但其三苗部分退至南方地区。传说中三苗是一个较为先进的部落，已有“君子”、“小人”之分，开始有了阶级分化。《墨子·兼爱下》载有《禹誓》，即禹征三苗时的誓师之词。禹又与不服的三苗进行了一场历时70天的大战，大败苗师，从此三苗衰微下去。此后，史籍中便鲜见三苗的活动了。

## 爭議
近年来，有学者认为三苗即现在苗族的祖先，唯一的原因是認為今日岜沙的苗族人以麻跟頭髮一起挽髻的做法與《淮南子》三苗人“髽首”相同；但也有学者認為三苗與今之苗族并沒有關係，如陳國均、章炳麟、凌純聲，芮逸夫等學者不認同今日之苗族是來源於古三苗。
有學者認為今日的苗、瑤、黎、彝等少数民族是上古迁于“三危”的华夏平民（三苗）的后裔，他们由三危又迁至大西南，慢慢便形成了一个个小民族。